# Federico Enrique Guillermo de Schleswig-Holstein-Sonderburg-Glücksburg
Federico Enrique Guillermo de Schleswig-Holstein-Sonderburg-Glücksburg (nacido el 15 de marzo de 1747 , † 13 de marzo de 1779 ) fue duque de Schleswig-Holstein-Sonderburg-Glücksburg de 1766 a 1779 . Con él murió la línea más antigua de la casa Schleswig-Holstein-Sonderburg-Glücksburg.

## Biografía
Friedrich Heinrich Wilhelm era el hijo mayor del duque Federico y Henriette Auguste zu Lippe-Detmold. A la muerte de su padre en 1766, él era el único miembro masculino de la familia y heredó el ducado , que se redujo severamente bajo el gobierno de su padre . Al mismo tiempo, continuó su carrera militar en el ejército danés. Más recientemente, se desempeñó como Mayor General de Caballería.
Su matrimonio cerrado de 1769 con Anna Carolina de Nassau-Saarbrücken (1751-1824), la hija de Wilhelm Heinrich von Nassau-Saarbrücken permaneció sin hijos. La viuda se casó después de su muerte con Karl Friedrich Ferdinand de Brunswick-Wolfenbüttel-Bevern (1729-1809). Después de su muerte cayó Schloss Glücksburg y el título de Friedrich Wilhelm de la línea Beck, quien fundó la línea más joven Schleswig-Holstein-Sonderburg-Glücksburg .
- Datos: Q2006851
- Multimedia: Friedrich Heinrich Wilhelm, Duke of Schleswig-Holstein-Sonderburg-Glücksburg / Q2006851